# Bufotes oblongus
Bufotes oblongus — вид земноводних родини ропухових (Bufonidae). Один із 15 видів роду. Поширений в Західній і Центральній Азії. Отруйна амфібія.

## Етимологія
Назва на інших мовах: Eastern Persian toad, Oblong Toad (англ., дослівно «східноперська ропуха», «довгаста ропуха»).

## Опис
Загальна довжина досягає 9,1 см. Спостерігається статевий диморфізм: самиці трохи більші за самців. За будовою схожа на зелену ропуху. Відрізняється деякими пропорціями тіла: більш дрібними паротиди (не більше 1/5 від довжини тіла), більш коротким передпліччям і проміжком між передніми та задніми кінцівками (гленоацетабулярна відстань). Поєднані горбки на пальцях можуть бути як одинарними, так і подвійними. Шкіра у самців горбкувата з шипиками, у самиць — з більш гладенькими горбиками. Самці мають непарний внутрішній резонатор.
Часто зустрічаються особини з поздовжньою смугою посередині спини (в горах до 70%). Самці забарвлені зверху монотонно, плями часто виражені дуже слабко, а іноді не помітні. Забарвлення самиць більш контрастне, з дрібними або великими плямами сірувато—зеленого або темного кольору. В цілому малюнок забарвлення досить мінливий: від відсутності плям до темної пігментації майже усієї спини. Черево жовтуватого кольору, часто з плямами.

## Поширення
Поширений у Центральній Азії, а також у Північному Ірані та Східному Афганістані, а також у деяких районах Китаю (Сінцзян).

## Спосіб життя
Це тетраплоїдний (поліплоїдний) вид амфібій. Полюбляє ландшафти аридної зони як на рівнині, так і в горах на висоті від 400 до майже 4000 м (Ошська область, Киргизстан), воліючи відкриті простори. Трапляються у степових, напівпустельних і пустельних ділянках міжгірських долин, з піщаним, глинястим або кам'янистим ґрунтом, по берегах озер, у долинах і заплавах річок, теплих джерелах, на заплавних і високогірних луках, серед чагарників, в тополево-вербових або горіхоплідних лісах. Зустрічається біля і в самих населених пунктах, включаючи великі міста, в садах, парках, на плантаціях.
Активна у сутінках і вночі, зрідка вдень після дощів. Молоді особини частіше трапляються у світлий час доби. Ховаються під купинами, біля кромки берега водойми, серед каменів, в порожнечах і тріщинах ґрунту або скель, в норах гризунів. У м'якому ґрунті самі можуть рити неглибокі нори. Високо в горах, де ночі дуже холодні, тварини можуть бути активні вдень.
Харчується наземними комахами, зокрема жуками (жужелицями, чернотелками, довгоносиками), мурашками, гусінню метеликів, а також павуками, мокрицями. Відомі випадки канібалізму. Личинки харчуються переважно фітопланктоном і детритом.
Йде на зимівлю на початку — у середині листопада. Зимує на суші поодинці або групами під камінням, у норах гризунів, підвалах, ямах. Тривалість зимової сплячки на Іссик-Кулі близько 120–140 діб. У високогір'ї ця ропуха використовує джерела з температурою води 3-6°С, де може утворювати скупчення по 10—50 особин. В таких місцях вони активні у зимовий період і можуть харчуватися.

## Розмноження
Навесні пробуджується в березні, у високогір'ї в середині травня, при середньодобовій температурі повітря вище 2,4°С. Самці видають вельми характерні крики, більш уривчасті в порівнянні з мелодійними трелями зеленої ропухи.
Ікрометання починається при температурі води 10°С і вище. Як місця розмноження використовує тимчасові і постійні водойми різного розміру, часом із забрудненою або солонуватою водою: калюжі на дорогах, канави, ставки, місцини, що заповнені талою або дощовою водою, заболочені ділянки у гірських долинах, водосховища, дрібні струмки, джерела.
Період розмноження на рівнині і в передгір'ях розтягнутий до 120 діб, високо в горах коротше —, близько 35—45 діб. Спарювання відбувається у водоймі в темний час доби. Самиці відкладають від 1900 до 5000 ікринок діаметром 4 мм. Ікринки розташовуються в шнурах в 1—2 рядки.
Ембріональний розвиток триває 4—5 діб. Розвиток личинок залежить від температури води та висоти місцевості: на рівнині воно триває 35—40 діб, у високогір'ї 45—50 діб. Пуголовки дрібні, чорні, відомі випадки альбінізму. На Іссик-Кулі першим сеголетки з'являються в кінці травня — початку червня, іноді пізніше. Розміри їх становлять 10—12 мм і більш.